# Generace Baby boomers
Generace Baby boomers je označení lidí narozených během ekonomické prosperity v USA následující po 2. světové válce. Američtí demografové do této generace počítají ročníky 1946 až 1964, přesto, že od roku 1957 byl zaznamenán už pokles v porodnosti. V 21. století se tato generace dostala do důchodového věku, což podle ekonomů výrazně zatíží sociální systém dané země. Generace předcházející generaci Baby boomers se v USA označuje jako Tichá generace (1925–1945), následující pak jako Generace X. Generace Baby boomers byla spojena se vznikem subkultur hippies a punk.
Děti příslušníků generace Baby boomers jsou označování jako tzv. mileniálové neboli Generace Y.

## Příčiny

Porodnost v USA

Míra plodnosti ve Francii vzrostla v podobném období, ale v Česku byl průběh jiný a plodnost byla přechodně nízká a pak až se rodily Husákovy děti

V průběhu druhé světové války a zejména pak po ní zaznamenaly rozvinuté země prudký nárůst porodnosti. Tento jev bylo možné zpozorovat například v zemích, jako byly Spojené státy americké, Kanada, Austrálie a země západní Evropy. Existuje všeobecné přesvědčení, že za prudkým nárůstem porodnosti stojí návrat vojáků z války, tuto tezi však podkopává fakt, že k rozmachu docházelo již před koncem války. Nárůst porodnosti byl s největší pravděpodobností způsoben (zejména v USA) ekonomickou expanzí a dalšími faktory, mezi které patří například vyšší míra sňatků nebo menší příležitosti k poválečnému zaměstnání žen.

## Zastoupení v americké společnosti
Americký úřad pro sčítání lidu uvádí, že ve spojených státech existuje 76,4 milionů zástupců generace Baby boomers. Do tohoto počtu jsou zahrnutí i imigranti, kterých je téměř 11 milionů. Těchto 76 milionů Baby boomerů tvořilo roku 2012 zhruba jednu čtvrtinu celkového počtu obyvatel Spojených států amerických. Jejich odchod do penze bude mít dalekosáhlé důsledky pro americký sociální systém a trh práce. Stárnutí generace Baby boomers vytváří dramatický posun ve věkovém složení americké populace. Podle některých propočtů se počet osob starších 65 let v roce 2029 zvýší ze současných 14 % na 20 %, tedy na jednu pětinu celkového počtu obyvatel. Po dlouholeté dominanci v americké politice dochází po prezidentských volbách v roce 2016 k pozvolným změnám, přičemž se k moci dostávají mladší generace. Tyto volby tak bývají mnohými médii označovány jako poslední vítězství boomerů v americké politice.

## Ekonomický dopad baby boomu
Prudký nárůst porodnosti přinesl pro americkou ekonomiku značné změny viditelné zejména na pracovním trhu. Ještě v 50. letech byli mladí muži bez pracovních zkušeností schopni dosáhnout výše příjmů svých otců. Tento jev byl způsoben především malou porodností v době Velké hospodářské krize. V roce 1985, kdy poslední baby boomeři vstupovali na pracovní trh, se situace výrazně lišila. Relativní příjem tehdy klesl na pouhé tři desetiny a výrazně se zvýšila míra nezaměstnanosti. V některých rozvojových zemích byl tento jev ještě umocněn poklesem úmrtnosti novorozenců a stoupající úrovní vzdělanosti žen.